# سيمون ويب (لاعب كريكت)
سيمون ويب (24 سبتمبر 1981 في المملكة المتحدة - ) (بالإنجليزية: Simon Webb)‏ هو لاعب كريكت بريطاني. لعب مع Lincolnshire County Cricket Club ‏.

## وصلات خارجية
- سيمون ويب على موقع إي آس بي آن كريك إنفو (الإنجليزية)